# バビアナ
バビアナ (Babiana) は、アヤメ科の属の一つである。日本では、この属のなかで、観賞用に改良された園芸植物を総称することが多い。和名は「ホザキアヤメ属」だが、現在はあまり用いられていない。

## 属名の由来
オランダ語でヒヒ（狒々、オナガザル科の霊長類の一部を指す総称、英語ではbaboon）を表すbabianerから。ヒヒがこの球根を良く掘り出して食べていたからと言う。

## 分布
現在約60 - 80種の原種が確認されている。すべてアフリカ大陸南部の南アフリカ、ナミビア、ジンバブエに自生している。インド洋上のソコトラ島に分布する1種は染色体数などの違いから別属Cyanixiaに分割された。

## 特徴
小形の多年草で、夏の間は小さな球茎を作って休眠する。草丈は大きなものでも30cmくらい、葉は剱状で、細かい毛に覆われている。花は直径2 - 3cmの6弁花で4月ころ咲き、穂状花序または総状花序で数輪から十数輪咲き、かつてはややくすんだ藍色や牡丹色のものが多かったが、現在は水色や藤色、白、ピンク、赤に近い紅色、絞り咲きやスポットの入ったものなどなど、かなりの色の品種が作出されている。

## おもな種
- Babiana ambigua
- B. longicollis
- B. nana
- B. ringens
- B. stricta

- Cyanixia socotrana (syn. B. socotrana)

## 栽培
半耐寒性の秋植え球根で、東京付近では霜よけが必要だが、房総半島や伊豆半島以西の沿岸部など強い霜の降りない地方では、露地栽培が可能である。小柄な植物なので、鉢植えにして楽しむことが多い。鉢植えの場合は、5寸鉢に7 - 10球くらい、覆土は球根が隠れるくらいにする。露地植えでは覆土を5cmくらいする。植え時は10月下旬から11月初めくらいがよい。日当たりと水はけの良いところなら、多少痩せ地でも比較的良くできる。